# Kanadski hokejski pokal 1987
Kanadski hokejski pokal 1987 je bil četrti tovrstni mednarodni reprezentančni hokejski turnir, ki je potekal med 28. avgustom in 15. septembrom 1987. Po rednem delu, v katerem je vsaka od reprezentanc odigrala po pet tekem, so se v polfinale uvrstile kanadska, sovjetska, češkoslovaška in švedska reprezentanca, v finalu pa je domača kanadska reprezentanca premagala sovjetsko z 2:1 v zmagah. 

## Postave
Kanada
- Drsalci: Dale Hawerchuk, Mark Messier, Mike Gartner, Kevin Dineen, Michel Goulet, Brent Sutter, Rick Tocchet, Brian Propp, Doug Gilmour, Claude Lemieux, Mario Lemieux, Wayne Gretzky, Doug Crossman, Craig Hartsburg, Normand Rochefort, James Patrick, Raymond Bourque, Larry Murphy, Paul Coffey
- vratarji: Ron Hextall, Kelly Hrudey, Grant Fuhr
- Trenerji: Mike Keenan, John Muckler, Jean Perron, Tom Watt

 Češkoslovaška
- Drsalci: Petr Rosol, Igor Liba, Jan Jasko, Jiri Kucera, Jiri Dolezal, Vladimir Ruzicka, Ladislav Lubina, David Volek, Petr Vlk, Dusan Pasek, Jiri Sejba, Jiri Hrdina, Rostislav Vlach, Miloslav Horava, Drahomír Kadlec, Ludek Čajka, Bedřich Ščerban, Jaroslav Benák, Antonin Stavjana, Mojmir Bozik
- vratarji: Petr Briza, Dominik Hašek, Jaromir Sindel
- Trenerja: Dr. Ján Starsi, Frantisek Pospisil

 Finska
- Drsalci: Timo Blomqvist, Jari Grönstrand, Matti Hagman, Raimo Helminen, Iiro Järvi, Timo Jutila, Jari Kurri, Markku Kyllonen, Mikko Mäkelä, Jouko Narvanmaa, Teppo Numminen, Janne Ojanen, Reijo Ruotsalainen, Christian Ruuttu, Jukka Seppo, Ville Siren, Petri Skriko, Raimo Summanen, Esa Tikkanen, Hannu Virta
- vratarji: Jarmo Myllys, Kari Takko, Jukka Tammi
- Trenerja: Rauno Korpi, Juhani Tamminen

 Švedska
- Drsalci: Tommy Albelin, Mikael Andersson, Peter Andersson, Jonas Bergqvist, Anders Carlsson, Thom Eklund, Anders Eldebrink, Peter Eriksson, Bengt-Åke Gustafsson, Tomas Jonsson, Lars Karlsson, Mats Näslund, Kent Nilsson, Lars-Gunnar Pettersson, Magnus Roupé, Thomas Rundqvist, Tommy Samuelsson, Håkan Södergren, Peter Sundström, Mikael Thelvén
- vratarji: Anders Bergman, Åke Lilljebjörn, Peter Lindmark
- Trenerji: Tommy Sandlin, Curt Lindström, Ingvar Carlsten

 ZDA
- Drsalci: Joe Mullen, Curt Fraser, Corey Millen, Aaron Broten, Kelly Miller, Mark Johnson, Bob Brooke, Wayne Presley, Pat LaFontaine, Bobby Carpenter, Ed Olczyk, Joel Otto, Chris Nilan, Dave Ellett, Mike Ramsey, Kevin Hatcher, Rod Langway, Phil Housley, Gary Suter, Chris Chelios
- vratarji: Tom Barrasso, Bob Mason, John Vanbiesbrouck
- Trenerji: Bob Johnson, Ted Sator, Doug Wood

 Sovjetska zveza
- Drsalci: Vjačeslav Fetisov, Aleksej Gusarov, Igor Stelnov, Vasilij Pervuhin, Mihail Tatarinov, Aleksej Kasatonov, Sergej Starikov, Anatolij Fedotov, Igor Kravčuk, Andrej Čistjakov, Jurij Hmiljov, Vladimir Krutov, Andrej Lomakin, Igor Larionov, Valerij Kamenski, Andrej Homutov, Sergej Svetlov, Aleksander Semak, Sergej Harin, Sergej Nemčinov, Sergej Makarov, Vjačeslav Bikov, German Volgin, Anatolij Semenov, Mihail Kravets
- vratarji: Vitalij Samojlov, Sergej Milnikov, Jevgenij Belošejkin
- Trenerja: Viktor Tihonov, Igor Dimitrijev

## Tekme

### Redni del
T-tekme, Z-zmage, N-neodločeni izidi, P-porazi, GR-gol razlika, DG-doseženi goli, PG-prejeti goli, T-točke.
| Reprezentanca   | T | Z | N | P | DG | PG | +/- | T |
| --------------- | - | - | - | - | -- | -- | --- | - |
| Kanada          | 5 | 3 | 2 | 0 | 19 | 13 | 16  | 8 |
| Sovjetska zveza | 5 | 3 | 1 | 1 | 22 | 13 | 9   | 7 |
| Švedska         | 5 | 3 | 0 | 2 | 17 | 14 | 3   | 6 |
| Češkoslovaška   | 5 | 2 | 1 | 2 | 12 | 15 | -3  | 5 |
| ZDA             | 5 | 2 | 0 | 3 | 12 | 14 | -2  | 4 |
| Finska          | 5 | 0 | 0 | 5 | 9  | 23 | -14 | 0 |

| 28. avgust 1987 | Kanada | 4–4 | Češkoslovaška |  |

| Poročilo tekme      | Poročilo tekme | Poročilo tekme | Poročilo tekme | Poročilo tekme |
| ------------------- | -------------- | -------------- | -------------- | -------------- |
| Začetek: ni podatka |                |                |                |                |

| 28. avgust 1987 | ZDA | 4–1 | Finska |  |

| Poročilo tekme      | Poročilo tekme | Poročilo tekme | Poročilo tekme | Poročilo tekme |
| ------------------- | -------------- | -------------- | -------------- | -------------- |
| Začetek: ni podatka |                |                |                |                |

| 29. avgust 1987 | Švedska | 5–3 | Sovjetska zveza |  |

| Poročilo tekme      | Poročilo tekme | Poročilo tekme | Poročilo tekme | Poročilo tekme |
| ------------------- | -------------- | -------------- | -------------- | -------------- |
| Začetek: ni podatka |                |                |                |                |

| 29. avgust 1987 | Kanada | 4–1 | Finska |  |

| Poročilo tekme      | Poročilo tekme | Poročilo tekme | Poročilo tekme | Poročilo tekme |
| ------------------- | -------------- | -------------- | -------------- | -------------- |
| Začetek: ni podatka |                |                |                |                |

| 31. avgust 1987 | Sovjetska zveza | 4–0 | Češkoslovaška |  |

| Poročilo tekme      | Poročilo tekme | Poročilo tekme | Poročilo tekme | Poročilo tekme |
| ------------------- | -------------- | -------------- | -------------- | -------------- |
| Začetek: ni podatka |                |                |                |                |

| 31. avgust 1987 | ZDA | 5–2 | Švedska |  |

| Poročilo tekme      | Poročilo tekme | Poročilo tekme | Poročilo tekme | Poročilo tekme |
| ------------------- | -------------- | -------------- | -------------- | -------------- |
| Začetek: ni podatka |                |                |                |                |

| 2. september 1987 | Sovjetska zveza | 7–4 | Finska |  |

| Poročilo tekme      | Poročilo tekme | Poročilo tekme | Poročilo tekme | Poročilo tekme |
| ------------------- | -------------- | -------------- | -------------- | -------------- |
| Začetek: ni podatka |                |                |                |                |

| 2. september 1987 | Kanada | 3–2 | ZDA |  |

| Poročilo tekme      | Poročilo tekme | Poročilo tekme | Poročilo tekme | Poročilo tekme |
| ------------------- | -------------- | -------------- | -------------- | -------------- |
| Začetek: ni podatka |                |                |                |                |

| 2. september 1987 | Švedska | 4–0 | Češkoslovaška |  |

| Poročilo tekme      | Poročilo tekme | Poročilo tekme | Poročilo tekme | Poročilo tekme |
| ------------------- | -------------- | -------------- | -------------- | -------------- |
| Začetek: ni podatka |                |                |                |                |

| 4. september 1987 | Sovjetska zveza | 5–1 | ZDA |  |

| Poročilo tekme      | Poročilo tekme | Poročilo tekme | Poročilo tekme | Poročilo tekme |
| ------------------- | -------------- | -------------- | -------------- | -------------- |
| Začetek: ni podatka |                |                |                |                |

| 4. september 1987 | Češkoslovaška | 5–2 | Finska |  |

| Poročilo tekme      | Poročilo tekme | Poročilo tekme | Poročilo tekme | Poročilo tekme |
| ------------------- | -------------- | -------------- | -------------- | -------------- |
| Začetek: ni podatka |                |                |                |                |

| 4. september 1987 | Kanada | 5–3 | Švedska |  |

| Poročilo tekme      | Poročilo tekme | Poročilo tekme | Poročilo tekme | Poročilo tekme |
| ------------------- | -------------- | -------------- | -------------- | -------------- |
| Začetek: ni podatka |                |                |                |                |

| 6. september 1987 | Švedska | 3–1 | Finska |  |

| Poročilo tekme      | Poročilo tekme | Poročilo tekme | Poročilo tekme | Poročilo tekme |
| ------------------- | -------------- | -------------- | -------------- | -------------- |
| Začetek: ni podatka |                |                |                |                |

| 6. september 1987 | Češkoslovaška | 3–1 | ZDA |  |

| Poročilo tekme      | Poročilo tekme | Poročilo tekme | Poročilo tekme | Poročilo tekme |
| ------------------- | -------------- | -------------- | -------------- | -------------- |
| Začetek: ni podatka |                |                |                |                |

| 6. september 1987 | Kanada | 3–3 | Sovjetska zveza |  |

| Poročilo tekme      | Poročilo tekme | Poročilo tekme | Poročilo tekme | Poročilo tekme |
| ------------------- | -------------- | -------------- | -------------- | -------------- |
| Začetek: ni podatka |                |                |                |                |

### Zaključni boji

#### Polfinale
| 8. september 1987 | Sovjetska zveza | 4–2 | Švedska | Hamilton |

| Poročilo tekme      | Poročilo tekme | Poročilo tekme | Poročilo tekme | Poročilo tekme |
| ------------------- | -------------- | -------------- | -------------- | -------------- |
| Začetek: ni podatka |                |                |                |                |

| 9. september 1987 | Kanada | 5–3 | Češkoslovaška | Montréal |

| Poročilo tekme      | Poročilo tekme | Poročilo tekme | Poročilo tekme | Poročilo tekme |
| ------------------- | -------------- | -------------- | -------------- | -------------- |
| Začetek: ni podatka |                |                |                |                |

#### Finale
Igralo se je na dve zmagi, *-po podaljšku, **-po dveh podaljških.
| 11. september 1987 | Kanada | 5–6* | Sovjetska zveza | Montréal |

| Poročilo tekme      | Poročilo tekme                                          | Poročilo tekme        | Poročilo tekme                                                    | Poročilo tekme |
| ------------------- | ------------------------------------------------------- | --------------------- | ----------------------------------------------------------------- | -------------- |
| Začetek: ni podatka | Gartner 02 Bourque 40 Gilmour 42 Anderson 55 Gretzky 58 | (1:3, 1:1, 3:1 – 0:1) | 10 Kasatonov 14 Krutov 18 Makarov 23 Kamenski 58 Homutov 66 Semak |                |

| 13. september 1987 | Kanada | 6–5** | Sovjetska zveza | Hamilton |

| Poročilo tekme      | Poročilo tekme                                                     | Poročilo tekme       | Poročilo tekme                                       | Poročilo tekme |
| ------------------- | ------------------------------------------------------------------ | -------------------- | ---------------------------------------------------- | -------------- |
| Začetek: ni podatka | Rochefort 01 Gilmour 04 Coffey 13 Lemieux 37 Lemieux 51 Lemieux 91 | (3:1, 1:2, 1:2, 1:0) | 02 Homutov 33 Fetisov 35 Krutov 45 Bikov 59 Kamenski |                |

| 15. september 1987 | Kanada | 6–5 | Sovjetska zveza | Hamilton |

| Poročilo tekme      | Poročilo tekme                                                  | Poročilo tekme  | Poročilo tekme                                       | Poročilo tekme |
| ------------------- | --------------------------------------------------------------- | --------------- | ---------------------------------------------------- | -------------- |
| Začetek: ni podatka | Tocchet 10 Propp 16 Murphy 30 Sutter 32 Hawerchuk 36 Lemieux 59 | (2:4, 3:0, 1:1) | 01 Makarov 08 Gusarov 08 Fetisov 20 Homutov 53 Semak |                |

## Končni vrsti red
1. Kanada
2. Sovjetska zveza
3. Švedska
4. Češkoslovaška
5. ZDA
6. Finska

## Najboljši strelci
T-tekme, G-goli, P-podaje, T-točke.
| Igralec              | T | G  | P  | T  |
| -------------------- | - | -- | -- | -- |
| 1. Wayne Gretzky     | 9 | 3  | 18 | 21 |
| 2. Mario Lemieux     | 9 | 11 | 7  | 18 |
| 3. Sergej Makarov    | 9 | 7  | 8  | 15 |
| 4. Vladimir Krutov   | 9 | 7  | 7  | 14 |
| 5. Vjačeslav Bikov   | 9 | 2  | 7  | 9  |
| 6. Ray Bourque       | 9 | 2  | 6  | 8  |
| 7. Valerij Kamenski  | 9 | 6  | 1  | 7  |
| 8. Andrej Homutov    | 9 | 2  | 5  | 7  |
| 9. Vjačeslav Fetisov | 9 | 2  | 5  | 7  |

## Idealna postava
- Vratar:  Grant Fuhr
- Branilca: 
  -  Ray Bourque
  -  Vjačeslav Fetisov
- Napadalci:
  -  Wayne Gretzky (tudi MVP)
  -  Mario Lemieux
  -  Vladimir Krutov